# Ru de Jouy
Le ru de Jouy est une rivière française du Val-d'Oise de 3,1 kilomètres de long, affluent de l'Oise, qui coule dans le Vexin français, et donc sous-affluent de la Seine.

## Le cours du ru de Jouy
Cette rivière prend naissance aux abords de la forêt départementale de la Tour du Lay sur le territoire de la commune de Parmain et s'écoule selon une orientation nord-sud sur cette commune sur 3,1 km avant de se jeter dans l'Oise entre l'île de Champagne et l'île de la dérivation.

## Affluent
Le ru reçoit les eaux du ruisseau du Marais de Vaux.